# Teodulo Mabellini
Teodulo Mabellini   (Pistoia, 2 d'abril de 1817 - Florència, 10 de març de 1897) va ser un compositor italià, protegit de la gran duquessa de Toscana Maria Antonieta de Borbó-Dues Sicílies (1814-1898).

## Biografia
Primera formació a Pistoia i Florència

Era fill de Vincenzo, un fabricant d'instruments especialitzat en instruments de vent. Va rebre les seves primeres lliçons musicals del seu pare i del flautista Gioacchino Bimboni (el futur fabricant d'instruments de la família de metalls). La formació que li van donar els seus primers professors va ser determinant per al tipus particular d'escriptura orquestral que utilitzava. Va continuar tractant amb Bimboni al llarg de la seva vida i amb ell va desenvolupar un coneixement d'escriptura per a instruments de vent que era poc habitual per a l'època. El 1826 era la veu blanca de la catedral de Pistoia. Les cròniques locals contemporànies el descriuen com un nen prodigi brillant. Va continuar els seus estudis en privat amb Giuseppe Pillotti (organista de la catedral) i Giuseppe Gherardeschi, i ja als dotze anys havia compost música vocal i de cambra, marxes militars i arranjaments per a banda. L'any 1832 el jove Mabellini, de quinze anys, va fer un concert de les seves composicions (només en queda lEstro armonico, l'autògraf del qual es troba a Pistoia), a Pistoia i Grosseto, fet que va convèncer els seus conciutadans a fer "oblacions privades" per matricular-lo a l'Institut Musical de Florència, on va estudiar des de 1833 fins a 1836. Tan bon punt es va graduar, va trobar feina com a mestre de clavicèmbal al Teatro dei Risvegliati de Pistoia, i va col·laborar en produccions com La straniera de Vincenzo Bellini i Anna Bolena de Gaetano Donizetti. L'ambient operístic el va inspirar en la composició de la seva primera obra teatral, Matilde i Toledo, escrita pel compositor de dinou anys en només un mes. Va aconseguir que es representés al Teatre Alfieri de Florència el 27 d'agost de 1836, i el seu gran èxit va sorprendre el mateix Gran Duc Leopold II de Toscana, que va recompensar a Mabellini amb una considerable beca mensual.

## Estudis amb Mercadante i èxit operístic
Amb la beca que acabava de guanyar va marxar a Novara a estudiar amb Saverio Mercadante. El mestre napolità admirava la dedicació i el talent de Mabellini: els dos van romandre en excel·lents i estimats termes fins a la mort de Mercadante el 1870. Durant el període d'estudis, Mercadante va encarregar a Mabellini la reducció per a veu i piano de l'òpera Le illustri rival, i el va portar amb ell per supervisar la posada en escena de moltes de les seves obres a altres ciutats, especialment Venècia. Sota la direcció de Mercadante, Mabellini també es va formar en el gènere sagrat, amb una missa que el mestre havia fet a Novara el 1838. Per agrair al Gran Duc la gran oportunitat d'haver pogut estudiar amb Mercadante, Mabellini li dedicà la cantata La partenza per la caccia l'any 1839. El 1840, l'òpera Rolla, el major èxit operístic de Mabellini, es va representar a Torí (al Teatre Carignano, composta gairebé sota la supervisió de Mercadante. Rolla va guanyar l'aclamació del famós llibretista Felice Romani i del llegendari pianista Carl Czerny, que va reduir els seus temes principals a una fantasia per a piano. Arran del seu èxit, Mabellini va aconseguir entrar en el cercle del gran empresari Alessandro Lanari, que des d'aleshores fins al 1857 li va garantir les millors produccions i companyies del moment. Enfortit per aquest suport, va escriure immediatament Ginevra di Firenze (1841, de nou per al Carignano di Torino), obra que després va revisar diverses vegades (la versió definitiva es titula Ginevra degli Almieri), i Il conte di Lavagna, escrit sobre el seu va tornar a Pistoia el 1842 amb una dedicatòria al Gran Duc, i va actuar amb tots els honors a la Pèrgola de Florència el 1843.

## El fiasco dels venecians a Constantinoble, la capella florentina i la música sacra
El seu èxit operístic es va aturar temporalment amb el fiasco de I veneziani a Costantinopoli a Roma el 1844 (l'autògraf d'aquesta òpera també s'ha perdut). A partir d'aleshores Mabellini va romandre a Florència, casat (amb Gabriella Ferrari, filla de farmacèutics florentins, el 1846), i va compondre la seva darrera òpera seriosa Maria di Francia durant la seva lluna de mel (es va representar a la Pèrgola el 1846), abans d'acceptar nombroses grans encàrrecs ducals, especialment sagrats (moltes cantates per a festes locals: recordem Eudoxia i Paolo pel sant patró de San Giovanni, Il Retorn per les vacances del Gran Duc a Poggio a Caiano, els Responsoris per a la Setmana Santa i L'últim dia de Jerusalem, per a diversos instituts eclesiàstics florentins), la qualitat dels quals li va valer el nomenament de mestre de capella de la cort el 1847. Mabellini va ser l'últim compositor guardonat amb el càrrec (després de la fugida dels Habsburg-Lorena el 1859, la capella no va ser mai restaurada), i va obeir els desitjos dels sobirans de donar a conèixer les obres sagrades alemanyes a la Toscana: sovint va actuar per primera vegada a Itàlia obres litúrgiques de Mozart, Albrechtsberger, Hoffmann i Krommer. Per a la Capella, del 1847 al 1859, Mabellini va compondre personalment una gran quantitat de música sacra, convertint-se en una mena de defensor del gènere, i participant activament amb les seves obres en els debats estilístics sobre la manera correcta de compondre les masses originades en aquells anys, els debats es van centrar en el retorn a una mena de puresa de la música d'església per contrastar amb un estil teatral massa emfàtic. Mabellini va continuar dedicant-se al sagrat fins i tot després de 1859, amb una obra que el va convertir en un dels autors més apreciats de la música sacra de l'època. A més, a la Capella va trobar un excel·lent conjunt instrumental, format pel seu antic mestre Bimboni i professionals com el flautista Cesare Ciardi, el trompetista Francesco Paoli i la trompetista Enea Brizzi (aquests representaven els millors solistes de Florència de l'època), amb la col·laboració del qual va donar forma al seu particular tipus d'escriptura orquestral: específicament per a aquests artistes va escriure una Gran fantasia per a flauta, clarinet, trompa, trompeta, trombó i orquestra, ara a Florència i Fano.

## La Pèrgola i el Risorgimento
El seu gran treball a la Capella va convèncer el Gran Duc de nomenar Mabellini director del Teatro della Pergola el 1848. Aquí va obtenir el reconeixement com a director professional, un dels primers directors purs (no instrumentistes), i un dels primers d'Itàlia, juntament amb Angelo Mariani, que també es pot definir com a director d'orquestra. Les seves opcions de direcció artística van continuar la tradició florentina d'obertura cap als experiments romàntics estrangers i va posar en escena moltes òperes de Giacomo Meyerbeer, Charles Gounod i Richard Wagner, però, potser per motius polítics, no va descuidar les obres de Giuseppe Verdi, per exemple va escenificar La battaglia di Legnano amb la direcció d'Alamanno Biagi en el moment àlgid de la Primera guerra d'independència italiana. Malgrat l'absència d'al·lusions patriòtiques en les seves obres teatrals, i les seves posicions gran ducals, Mabellini va demostrar en altres ocasions un esperit del Risorgimento. L'any 1847, un any abans de l'esclat de les revolucions burgeses, que van veure una riuada de cors patriòtics, va escriure L'Italia risorta, la composició de la qual precedeix per uns mesos la música de Michele Novaro del Canto degli Italiani de Goffredo Mameli i Giuseppe Verdi. L'intent de Verdi de posar música a Suona la tromba de Giuseppe Mazzini. De nou l'any 47 va posar en música l'Himne a Itàlia: aixeca la deprimida Itàlia, i el 1859 va escriure una missa pels caiguts de la batalla de Curtatone i Montanara, interpretada a la basílica de Santa Croce. No obstant això, la seva actitud política va ser sempre moderada: va trobar exagerades algunes declaracions anti-aristocràtiques, va defensar molts compositors que van romandre en contacte amb Àustria i, per tant, van ser susceptibles d'acusacions de reaccionisme (per exemple Gioacchino Rossini), i va romandre sempre en relacions de amistat personal amb el Gran Duc. Potser, com Giovan Pietro Vieusseux i Daniele Manin els mateixos anys, va fantasiejar que Leopold II assumiria el lideratge del moviment del Risorgimento, per tal de crear una Itàlia dirigida per toscans en comptes del Piemont, i probablement amb aquesta idea en la ment, va escriure un himne nacional toscà el 1858, imprès a Florència per Lorenzi.

## El final de la seva carrera teatral, la Societat Filharmònica i la docència
La seva activitat compositiva va continuar l'any 1851 amb una Missa da Rèquiem, que va tenir un gran èxit a tot Europa, amb l'òpera còmica Il venturiero (representada a Livorno el 1851), amb el drama sacre Baldassarre (per a La Pergola, 1852), i el 1857 amb l'òpera còmica Fiammetta, escrita en col·laboració amb Luigi Gordigiani. Aquesta òpera, però, va ser la seva darrera obra teatral: a partir d'aleshores es va dedicar molt més a la música sacra i, sobretot, a l'organització d'actes, direcció i docència, sacrificant la seva carrera operística. Juntament amb Abramo Basevi es va convertir en la personalitat musical més important de la ciutat. Des del 1859 (fins al 1887) esdevingué professor de composició a l'Institut Musical on es graduà: entre els seus alumnes cal recordar Salvatore Auteri Manzocchi, Emilio Usiglio, Gaetano Palloni, Luigi i Marino Mancinelli, Guido Tacchinardi, Ettore De Champs, Priamo Gallisay i Luigi. Bicchierai. El 1859 va esdevenir director de la Societat Filharmònica, amb la qual va contribuir significativament, sovint amb primeres actuacions nacionals, a la difusió a la Toscana i Itàlia de compositors clàssics de l'àrea austre alemanya (Haydn, Mozart, Beethoven, Mendelssohn, Wagner) i francesa (Gounod i Meyerbeer).

## El Regne d'Itàlia, les celebracions de Dante i els concerts populars
L'annexió al Regne d'Itàlia, tot i que va inspirar drames de caràcter personal, no va disminuir la seva activitat, al contrari: també va escriure molt per als Savoia (cal recordar les celebracions florentines per l'arribada de Víctor Manuel II a Florència l'any 1860, i lAve Maria per a la princesa Margarida de 1867), i van participar en la seva política d'unificació cultural, aconseguint el màxim en el període del trasllat de la capital a Florència (1865-1870). Entre els primers esdeveniments a la Florència "italiana" hi havia les celebracions del sisè centenari del naixement de Dante Alighieri, el 1865, a les quals Mabellini va contribuir activament amb la cantata Lo Spirito di Dante, i amb la primera interpretació de la Simfonia de Dante de Giovanni Pacini, dirigida per ell a la Pèrgola. Del 1863 al 1880, Mabellini va ser cridat per Basevi per dirigir els Concerts Populars, durant els quals va interpretar nombroses òperes i simfonies al "Salone dei Cinquecento del Palazzo Vecchio" i al nou "Teatro Pagliano". Concebuts per Basevi, Ferdinando Giorgetti i l'editor Giovanni Gualberto Guidi, els Concerts Populars van ser la culminació de la seva activitat decennal destinada a construir un espai adequat a Florència per a grans produccions, amb concerts sovint colossals, capaços d'apropar la música fins i tot a la masses. El repertori no només estava format per reconeguts èxits italians (que van tornar a l'escenari moltes obres que feia temps que havien estat absents de l'escena operística florentina, cosa molt apreciada pel públic local, que va encunyar el proverbi «Bellini ha mort). però Ma-bellini és viu!» però també de nombroses obres estrangeres (sobretot de Meyerbeer, però també de Haydn, Mendelssohn, Schubert i Weber) per conèixer el gust de la gran comunitat florentina cosmopolita, que s'anava engrossint precisament, gràcies al ressò internacional de les celebracions de Dante i de la renovació urbana de Giuseppe Poggi per al trasllat de la capital.

## L'enterrament de Rossini
El 1868, Mabellini va acceptar la crida de Giuseppe Verdi per a una composició col·lectiva, pels més grans compositors italians, d'un Rèquiem per la mort de Gioachino Rossini. Va contribuir amb una Lux aeterna, però el projecte de Verdi va romandre inacabat, i per a l'enterrament de Rossini a la Basílica de Santa Croce, pocs mesos després del funeral de París, Mabellini va interpretar el Rèquiem de Mozart, amb greus límits imposats per l'arquebisbe, que va prohibir l'entrada de les dones del cor (van ser substituïdes a última hora per un grup de veus infantils de Lucca). A Rossini, Mabellini també va dedicar la cantata Feste Rossiniane el 1873 (interpretada al Teatre Pagliano).

## Darrers anys
Entre 1870 i 1871 va ser considerat, juntament amb molts altres compositors, entre els quals Giuseppe Verdi, com a successor del mestre Mercadante en la direcció del Conservatori San Pietro a Majella de Nàpols, paper que després va ser a Lauro Rossi. El 1874 va ser acomiadat de la Societat Filharmònica després de trenta anys d'activitat, i va ser substituït per Jefte Sbolci. A partir d'aleshores va començar una mena de decadència per a Mabellini: va manifestar el desig de compondre noves òperes, però els llibretistas el van trobar desfasat després d'una absència dels escenaris de quasi vint anys, sentiment que va implicar també els empresaris, que van reprendre els seus èxits, que va passar amb empreses secundàries de mala qualitat, tendència a la qual el vell mestre no va tenir força per oposar-se. El 1874 va compondre una Dansa de les Follettes i el 78 la cantata Michelangelo Buonarroti, però des d'aleshores va trobar poc suport fins i tot en l'edició (dos dels seus editors de referència, el florentí Guidi i el milanès Lucca, també van entrar en una decadència que va portar a la seva absorció per Tito Ricordi). El 1880 donà una missa al Conservatori de Nàpols, i va continuar durant un temps trobant encàrrecs aristocràtics (una missa per al duc de San Clemente de 1882, un cor infantil i un piano per a la família Demidoff des de 1885), i pobles (l'Himne a l'Art per a la inauguració de la nova façana de la Catedral d'Emilio De Fabris el 1886, abans d'abandonar tota activitat el 1887 (la seva darrera composició data d'aquell any: una cantata sobre un tema dantesc), d'Ugo Martini). A partir d'aleshores, malgrat la seva condició de jubilat, va continuar presidint unes oposicions de llicència a l'Institut Musical fins que l'any 1894 el va afectar una paràlisi progressiva i el va deixar postrat. Va morir el març de 1897 i va ser enterrat al cementiri de Pinti. Posteriorment, es va col·locar una làpida de Narciso Piccioli a la tomba amb un epígraf compost per Augusto Conti.

## Estil
Des d'un punt de vista teatral, se sent atret estilísticament pel bel canto: admirava Vincenzo Bellini, de qui dirigí moltes revivals operístiques florentines, i tenia diversos deutes estètics amb Gaetano Donizetti. Una relació d'estima mútua el va vincular a Giuseppe Verdi, demostrada per la promoció de Mabellini de les obres de Verdi a la Pèrgola, per la seva col·laboració en la fracassada Missa per Rossini i per les fantasies que Mabellini va escriure sobre els temes de Verdi per a instruments solistes. D'alguna manera, Mabellini tenia una gran admiració per Verdi, i en un moment donat gairebé va voler considerar-se el seu "hereu", abans que la seva activitat de direcció el distragués del teatre l'any 1857. Pel que fa a la música sacra, però, Mabellini va desenvolupar i madurar els mètodes compositius clàssics: Haydn i Mozart van ser el seu punt de referència en aquest camp, i la professió d'orquestra a la Capella dels Habsburg també el va posar en contacte amb exemples estrangers (Franz Krommer) i precedents italians (per exemple, la producció sagrada, per Benedetto Marcello i Giovanni Battista Martini). Moltes influències de Rossini també es poden veure en les seves misses madures. Com s'esmenta a la biografia, la música sacra de Mabellini reflecteix a la perfecció les oscil·lacions teòriques sobre la manera de compondre les misses a les quals assistia i interpretava de primera mà: la seva producció sagrada, precisament perquè tan en línia amb el Zeitgeist, era, per tant, una de les més apreciades. Una particularitat de l'estil compositiu tout court de Mabellini es refereix al tractament de l'orquestra: l'entenia com un conjunt de vent en el qual els violins eren gairebé només de fons, i per això confiava les parts melòdiques als instruments de vent, d'acord amb una practica més europea que italiana. Va aconseguir compondre d'aquesta manera també amb la inspiració dels instrumentistes que tenia a la seva disposició a la capella florentina: Gioacchino Bimboni (trombonista), Cesare Ciardi (flautista), Francesco Paoli (trompetista), Enea Brizzi (trompetista). Aquests professionals, dedicats a l'orquestra de la Capella i també com a grup instrumental separat anomenat "Banda della Real Guardia" van ser els solistes per als quals Mabellini va compondre moltes de les seves obres (la Gran fantasia de 1846 hi està dedicada), i van garantir un excel·lent nivell de qualitat: gràcies també a ells Mabellini va poder entendre l'orquestra d'una manera europea. De fet, les seves idees instrumentals prenen exemples orquestrals de més enllà dels Alps, que es remunten a finals del segle XVIII (implementades sobretot per Haydn i Mozart i portades endavant per Beethoven, Schubert, Méhul, Weber i Brahms: autors que sovint Mabellini), va conèixer gràcies a la seva activitat de director) i els va modelar a l'entorn italià, d'una manera que anticipava no només molt de realisme (Pietro Mascagni continuaria anomenant la part orquestral instrumental fins a la seva mort el 1945, potser per culpa de les influències de Mabellinian), però també molts romàntics post europeus (per exemple Richard Strauss).

## La fortuna
Va ser molt famós a la seva època: la missa de Rèquiem de 1851 també li va valer honors a Espanya i França, i l'òpera Rolla es va representar amb èxit durant molts anys durant la seva vida. La seva professió de director el va convertir en una de les personalitats més famoses i apreciades de l'època, gràcies també al ressò de les seves produccions durant el període de Florència com a capital. La popularitat de les seves composicions queda demostrada per les nombroses actuacions de bandes de les seves obres teatrals, i pels nombrosos préstecs i arranjaments de les seves obres per part d'altres compositors: com ja s'ha esmentat, Carl Czerny va escriure una transcripció per a piano reeixida de Rolla, i Antonio Bazzini va reduir la mateixa Rolla per a veu i piano per a l'editorial Ricordi. En el camp de la música sacra, Mabellini va romandre un referent internacional al llarg de la seva vida: la biografia elaborada per François-Joseph Fétis i Luigi Ferdinando Casamorata el 1863 el recorda tant com a compositor d'òpera com com a compositor litúrgic, i en els seus obituaris era gairebé més recordat com a autor de música sacra que com a compositor i director de teatre. Tanmateix, la seva aturada de producció després de la Fiammetta de 1857 el va fer romandre a la rereguarda de l'entorn teatral, i ja no va poder tornar a la "sèrie A". D'alguna manera, l'amistat amb Verdi va donar lloc a una mena d'absorció: les velles òperes de Mabellini, com El comte de Lavagna, van ser engolides per obres semblants de Verdi, i els drames encara més antics, escrits abans del Risorgimento, van ser percebuts molt primerenc com "pasat de moda". El públic va sentir que les obres de Bellini, Donizetti i Verdi, que Mabellini va dirigir de manera coherent, gairebé s'assimilaven a les seves, en estil i mètodes compositius i, per tant, va acabar concloent que Mabellini estava desproveït d'un estil individual. En el repertori interpretatiu actual no queda rastre de les seves composicions, ni tan sols les que van gaudir de més fama durant la seva vida, i la seva important producció sagrada va quedar completament oblidada (tant és així que encara avui no s'ha fet un estudi taxonòmic científic sobre ella), que permet identificar i numerar els nombrosos esbossos sagrats presents a Fano, vegeu la Llista de música sacra que segueix). L'escola municipal de música i dansa "T. Mabellini" de Pistoia va rebre el seu nom l'any 1945, fundada originàriament amb el nom d'"Escola de violí i altres instruments" l'any 1858.

## Autògrafs
La Biblioteca Federiciana de Fano

Els autògrafs de la Biblioteca Federiciana de Fano es van conservar gràcies al nebot de Mabellini, Adolfo, director de la biblioteca en el moment de la mort del seu oncle. La biblioteca posseeix, com s'ha dit, la majoria dels autògrafs de Mabellini, també molts esbossos, i fins i tot un intent d'escriure una autobiografia, que va romandre inacabada. La col·lecció no inclou els autògrafs de les òperes I veneziani a Costantinopoli (l'únic fiasco operístic de Mabellini) i Il Venturiero (escrita per a Livorno el 1851 amb Luigi Gordigiani). Se suposa que poden estar a l'arxiu de l'empresari Alessandro Lanari, però fins als nostres dies són impossibles de localitzar. També estan incomplets o incomplets els autògrafs de Ginevra degli Almieri, Il banquet de Baldassarre i Fiammetta.
Els autògrafs a Pistoia

La filla de Mabellini, Eudossia, va donar molts manuscrits, la majoria autògrafs, al municipi de Pistoia l'any 1916. Aquests manuscrits es conserven avui en dues institucions de Pistoia:
L'Arxiu Capitular té els autògrafs

- del jove Estro armonico per a orquestra, amb la signatura «composta a Arezzo el 16 de juny de 1832»[12][13]
- de la Missa de Rèquiem de 1851, que va fer famós Mabellini a l'estranger. Va ser publicat pel Parisià Richault el 1853,[12][13]
- un Vals per a violí, flauta, clarinet, trompa, trombó i baix,[12][13][34]
- l'autògraf de l'última composició de Mabellini: la cantata sobre Dante per a tenor, dedicada a Ugo Martini, del 2 d'abril de 1887;[34]

La Biblioteca Forteguerriana conserva els autògrafs

- d'un Bouquet Musical de Florència, que conté 12 peces per a diverses veus (des de la soprano fins al baix) dedicades als més grans cantants de l'època (per exemple Marianna Barbieri-Nini, Giulia Grisi i Napoleone Moriani), que van ser publicades en format impresa pel Parisiense. l'editor Simon Richault el 1855 (el dotzè número, titulat Èxtasi, va tenir una circulació separada en una edició del nord-americà Schirmer). Exemples impresos per Richault es conserven als conservatoris de Florència i Roma,[12][13]
- del primer acte de l'òpera Il conte di Lavagna. Els altres dos actes són a Fano. L'obra va ser publicada per Ricordi de Milà (que també va vendre la versió per a veu i piano) i per Tipografia Galletti de Florència el 1843,[12][13]
- de la marxa de la banda militar dEtruria, dedicada per Mabellini a la «Civica Pistoia» l'any 1841 (els esbossos de la qual es troben a Fano),[12][13]
- de la cantata simbòlica Le feste fiorentine, interpretada al Salone dei Cinquecento el 1860 per a l'arribada a Florència de Vittorio Emanuele II, aleshores publicada pels editors Lorenzi, Mariani (de Florència) i, en la versió per a veu i piano, per la Lucca milanesa,[12][13]
- de la reducció per a veu i piano de l'obertura dEudòxia i Paolo. Aquesta reducció també va ser impresa per Lorenzi a Florència.[12][13]

Altres autògrafs

El Conservatori Luigi Cherubini de Florència conserva els autògrafs següents

- la broma Il fiume, datada l'any 1870.[35][36] La primera edició de l'acudit de Mabellini Il fiume va ser editada recentment pel musicòleg alemany Guido Johannes Joerg i publicada per l'editorial Christoph Dohr de Colònia, Alemanya, [41],
- una còpia autògrafa d'una versió abreujada de la cantata sagrada Eudoxia e Paolo,[37][38]
- l'himne Sommo Iddio la cui provvida mano, dedicada «al Gran Duc i la seva família»,[12][13]
- una transcripció autògrafa per a piano de Marce per musica militare e tamburi,[12][13]
- un motet O gloriosa virginum per a cor i orquestra,[12][13]
- el probable autògraf de la Partenza per la caccia de 1836, dedicat al gran duc Leopold II el 1839,[12][13][39]
- la cantata al·legòrica Il Ritorno, amb un text de Francesco Guidi, dedicada a les vacances del Gran Duc a Poggio a Caiano, datada «Setembre de 1846».[12][13]
- vuit romanços per a veu i piano.[12][13] La primera edició de Mabellini's Romances va ser editada recentment pel musicòleg alemany Guido Johannes Joerg i publicada per l'editorial Christoph Dohr de Colònia, Alemanya,[40]
- un Miserere de Setmana Santa, compost juntament amb un Benedictus Christus,[12][13]
- un Ecce Sacerdos magnus, per l'arribada del papa Pius IX a Florència el 18 d'agost de 1857 (una peça sovint atribuïda erròniament a Gioacchino Maglioni). També hi ha una còpia a Fano,[12][13]
- un Unguentum in capite per a cor mixt i orquestra, de nou per a l'arribada de Pius IX a Florència l'agost de 1857. També n'hi ha una còpia a Fano[12][13]
- una Gran Fantasia per a flauta, clarinet, trompa, trompeta, trombó i orquestra, encarregada pel Gran Duc el 1846 que Mabellini va escriure per als instrumentistes de capella Gioacchino i Giovanni Bimboni, Cesare Ciardi, Enea Brizzi i Francesco Paoli. També hi ha una còpia a Fano,[12][13]
- les parts manuscrites (potser autògrafes) d'una transcripció mabel·liana de l'himne nacional rus,[12][13]

El Conservatorio di San Pietro a Majella de Nàpols n'és el propietari

- una còpia autògrafa d'una missa que Mabellini va dedicar específicament a l'institut el 1880,[5][41]
- un Allegretto i una Glòria d'una missa que Mabellini va regalar al seu amic Francesco Florimo pel seu àlbum personal de peces inèdites.[5][42][43][44] La primera edició dIn Gloria dei Patris de Mabellini va ser editada recentment pel musicòleg alemany Guido Johannes Joerg i publicada per l'editorial Christoph Dohr de Colònia, Alemanya,[45]
- una còpia contemporània potser preparada pel mateix Mabellini per a la representació napolitana de l'òpera Rolla, datada l'any 1841,[46] de la qual l'institut també conserva alguns esbossos originals de Filippo Del Buono,[47]
- la introducció del primer acte de l'òpera Il conte di Lavagna, donada per Mabellini a l'«il·lustre Mercadante»;[48]

Conservatori Giuseppe Verdi de Milà i l'Archivio de l'editorial Ricordi posseeixen l'autògraf i moltes parts manuscrites de l'òpera Rolla. L'editorial també conserva parts, en diferents graus, autògrafs de la missa inacabada per a Rossini encarregada per Verdi, els esborranys de la qual es troben a Fano;V
- l'Acadèmia Filharmònica de Bolonya posseeix un Te Deum «escrit el maig de 1849 per al retorn a Florència de Leopold II i donat pel mateix autor a Masseangeli el 4 de març de 1850»: Masseangelo Masseangeli era el bibliotecari de l'Acadèmia;[12]V
- l'església de San Giovannino degli Scolopi de Florència té una còpia manuscrita, potser autògrafa, amb totes les parts i amb indicacions escèniques, del drama litúrgic L'ultimo giorno di Gerusalemme, que data de 1848.[49]

## Còpies manuscrites
Segons l'OPAC del "National Library Service" (SBN) el "Répertoire international des sources musicales" (RISM), l'Oficina d'Investigació de Fons Musicals de Milà (URFM) i el catàleg d'obres de Mabellini publicat per Claudio ParadisoV les ciutats que posseeixen còpies manuscrites de les obres de Mabellini són:
Pistoiaconserva l'Arxiu Capitular

- una còpia manuscrita contemporània de l'interludi orquestral La congiura dell'opera Il Conte di Lavagna,[30]
- algunes parts separades de l'obra Rolla i de composicions sagrades,[34]
- algunes reduccions (per a cor individual o per a piano) d'obres sagrades de Mabellini realitzades pels alumnes Gherardo Gherardeschi i Gaetano Palloni corregides pel mestre,[34]

Florènciael Conservatori Luigi Cherubini conserva:

- moltes còpies contemporànies de composicions sagrades,[50]
- una còpia de la cantata (posteriorment impresa per l'editor florentí Guidi) Lo Spirito di Dante, de 1865 (els esborranys de la qual es troben a Fano),[30]
- Florència: l'església de San Giovannino degli Scolopi té còpies manuscrites incompletes de les parts de Baldassarre que es remunten als anys 1880-90,[49]
- Bolonya: l'Acadèmia Filharmònica té una fantasia sobre els temes de Luisa Miller de Verdi per a clarinet en si bemoll,[12][13][52]
- Parma: la Biblioteca Palatina conserva una Elegia per a oboè, contrabaix (o violoncel) i piano de 1879,[12][13]
- San Severino Marche (Macerata): la Biblioteca Antolisei té un exemplar de la cantata tenor sobre Dante de 1887 dedicada a Ugo Martini, l'autògraf del qual es troba a Pistoia,[53]
- Ostiglia (Màntua): la col·lecció musical Greggiati té dues escenes de l'òpera de Mercadante Le illustri rivali en la versió per a veu i piano que l'autor va encarregar a Mabellini, aleshores el seu alumne a Novara,[54][55]
- Roma: L'Acadèmia Filharmònica Romana té còpies manuscrites de les parts individuals de Lux aeterna per la missa a Rossini.[56]

## Edicions impreses
Mabellini va publicar amb totes les grans editorials italianes i no italianes de l'època (Ricordi, Lucca, Guidi, Lorenzi, el parisenc Richault), per la qual cosa la quantitat d'exemplars impresos de les seves obres és enorme. La Biblioteca Federiciana de Fano i les institucions de Pistoia (la Biblioteca Forteguerriana i l'Arxiu Capitular) tenen la col·lecció més gran d'edicions impreses. A més, hi ha prop de 80 exemplars a la Biblioteca Nacional Marciana de Venècia, més de 40 conservats al Conservatori de Milà, una vintena a l'Accademia di Santa Cecilia de Roma, a la Biblioteca Nacional Central i al Conservatori de Florència, i una desena a el Conservatori de Gènova. A continuació: els conservatoris de Bèrgam, Milà, Roma i Nàpols, la Fundació Ugo i Olga Levi de Venècia, el Seminario Maggiore de Pàdua, la Biblioteca Palatina de Parma, l'Acadèmia Filharmònica i el Museu Internacional i Biblioteca de la Música de Bolonya, el Biblioteca d'Història Moderna i Contemporània, l'Institut Històric Alemany de Roma, la Biblioteca d'Història de l'Art de Roma, la Biblioteca Apostòlica Vaticana, la Biblioteca «Vittorio Emanuele III» de Nàpols, la Biblioteca del Congrés de Washington, la Biblioteca Britànica de Londres. L'Arxiu de la Societat Filharmònica de Tremona (Suïssa) té dues composicions per a banda publicades per l'editorial florentina Lapini, Baldassar i Il baptism, sense data.
Quaderns

Una gran quantitat de llibrets d'obres de Mabellini es troben a la Fundació Giorgio Cini de Venècia, a la Biblioteca Central Nacional i a la Marucelliana de Florència, a la Biblioteca Municipal i Conservatori de Milà, a la Biblioteca Palatina de Parma i a la Biblioteca Ariostea, a Ferrara. El Conservatori de Nàpols, la Biblioteca Central Siciliana de Palerm i la biblioteca musical «della Corte» de Torí posseeixen més de cinc exemples de llibrets mabellinians.
Lletres

S'han publicat molt poques cartes de Mabellini, i moltes resten als arxius privats dels destinataris. Enormes col·leccions es troben al Fons Basevi del Conservatori de Florència, al Fons Piancastelli de la Biblioteca «Saffi» de Forlì, a la Col·lecció Puccini de la Biblioteca Forteguerriana de Pistoia, a la Biblioteca Federiciana de Fano, a la Biblioteca «Picozzi-Mancinelli» arxiu privat de Roma.

## Llista d'obres de teatre
Llevat que s'especifiqui el contrari, els autògrafs de les obres es conserven a Fano.
- 1836 Matilde e Toledo en escena el 27 d'agost a Florència.
- 1840 Rolla a l'escenari a Torí el 12 de novembre al Teatre Carignano. Autògraf a l'Arxiu Casa Ricordi de Milà.
- 1841 Ginevra degli Almieri a l'escenari a Torí el 13 de novembre al Teatre Carignano. L'autògraf a Fano és incomplet.[30]
- 1843 Il conte di Lavagna a l'escenari de Florència el 4 de juny al "Teatro della Pergola". El primer document autògraf va ser donat per Eudossia Mabellini a la Biblioteca Forteguerriana de Pistoia, els altres dos són a Fano.
- 1844 I veneziani a Costantinopoli a l'escenari de Roma al Teatre Argentina.[6] L'autògraf s'ha perdut: es presumeix que pot estar a l'arxiu de l'empresari Alessandro Lanari.
- 1846 Maria di Francia a l'escenari de Florència el 4 de març al Teatro della Pergola.
- 1851 Il venturiero  a l'escenari de Livorno, al Teatre Rossini, 15 de febrer. Escrit amb Luigi Gordigiani. Autògraf perdut.
- 1852 Il convito di Baldassare (o Baldassarre) a l'escenari de Florència al novembre al Teatro della Pergola. A Fano només hi ha la partitura autògrafa de la final II.
- 1857 Fiammetta en escena a Florència el 12 de febrer al "Teatro della Pergola". Escrit amb Luigi Gordigiani. L'autògraf a Fano és incomplet. La partitura completa va ser impresa pel milanès Lucca després d'un renaixement al "Teatro delle Muse d'Ancona" el 1870.

## Llista de música sacra
Com resta bn palès, la música sacra de Mabellini fa temps que s'ha oblidat. El 2005, Gabriele Moroni i Claudio Paradiso van fer un primer pas cap a un estudi sistemàtic investigant els articles de la Biblioteca Federiciana de Fano,
```
actualitzats després el 2017.
[
11
]
[
13
]
 Llevat que s'especifiqui el contrari, els autògrafs de les composicions enumerades es conserven a Fano.
```

## Composicions datades
- Missa solemne a 4 veus. És la primera composició sagrada de Mabellini, escrita sota la supervisió de Mercadante, que la va fer representar a la catedral de Novara el 1838;
- Missa a 4 veus. També interpretada a Novara l'any 1840, potser de nou amb el suport de Mercadante;
- Missa solemne de 1843;
- Eudoxia i Paul, també conegut com Els màrtirs, drama sagrat basat en un text de Luigi Venturi, representat per a la festa de San Giovanni al Palazzo Vecchio de Florència el 22 de juny de 1845. Imprès pel florentí Lorenzi el 1847. L'autògraf està en Fano,[30] i el Conservatori de Florència informa d'una còpia autògrafa d'un esborrany reduït[37][38]
- Missa núm. 2, 1847;
- L'últim dia de Jerusalem, drama sagrat de Geremia Barsottini escrit per a l'Església de San Giovannino degli Scolopi (aleshores Església de San Giovanni Evangelista) el 1847. Va ser imprès per la Tipografia Calasanziana de Florència el 1848. Una còpia manuscrita, potser autògrafa, amb indicacions escèniques, es troba encara a l'església, situada a la Via Martelli de Florència,[49]
- Domine ad adjuvandum, cor i orquestra, 1847;
- Responsori o Responsi per la Setmana Santa, per a dos cors (8 veus) i orquestra de corda, 1847, imprès pel Florentin Guidi cap al 1860;
- Kyrie [Chirie] per a 3 veus, per a la festa de Santa Cecília celebrada a l'Església de Novoli l'any 1849;
- Missa a capella a 3 veus, 1849;
- Te Deum «escrit el maig de 1849 per al retorn a Florència de Leopold II i donat pel mateix autor a Masseangeli el 4 de març de 1850», es conserva a l'Acadèmia Filharmònica de Bolonya;
- Gloria a 3 veus, composta per a la festa de Santa Cecília celebrada a l'Església de Novoli l'any 1850;
- Missa a capella a 3 veus, 1851;
- Missa de Rèquiem, és la missa que el va fer famós a Europa i una de les seves composicions més famoses i interpretades durant la seva vida. Donat per primera vegada a l'Església de Santi Michele e Gaetano el 15 de maig de 1851. L'autògraf es troba a l'Arxiu Capitolare de Pistoia. Va ser imprès pel parisenc Richault el 1853. Una edició moderna de la Missa de Rèquiem de Mabellini va ser editada recentment pel musicòleg alemany Guido Johannes Joerg i llançada a l'editorial Christoph Dohr de Colònia, Alemanya;[61]
- Missa en directe o missa n. 3, escrita per a les noces de Ferran IV de Toscana amb Anna Maria de Saxònia. El casament es va celebrar el 1856, però l'autògraf de la missa està datat el 1852. Fou imprès per Richault a París ja el 1853 (exemplars presents a la Biblioteca Palatina de Parma i al Conservatori de Florència);
- Elima il mago, escenes sagrat-dramàtiques basades en un text de Stefano Fioretti, 1853;
- Tantum ergo, per a tenor, baix i orquestra, 1853;
- Libera me, Domine, per a dos tenors, dos baixos, cor i orquestra, 1856. L'autògraf és a Fano. Va ser imprès per Richault a París en una edició sense data de la qual es conserven dos exemplars a Fano i Nàpols (vegeu més amunt, Missa de Rèquiem);
- Motet «Spes impii», 1856;
- Ecce Sacerdos magnus, per a l'arribada del papa Pius IX a Florència el 18 d'agost de 1857, conservat tant a Florència com a Fano per a cor a quatre veus i orquestra en mi bemoll major (es va compondre un Ecce Sacerdos magnus, de nou per a la mateixa ocasió, de Giovacchino Maglioni, professor d'orgue al Reial Institut Musical Florentí; és una peça a capella per a quatre cors, per a un total de setze veus, en re major, inserida per l'autor a la Tercera Part de les Institucions teòrico-pràctiques per a Òrgan);
- Tantum ergo per a contralt, dos tenors i orquestra, també per l'arribada de Pius IX a Florència, 18 d'agost de 1857;

Unguentum in capita per a cor mixt i orquestra, de nou per l'arribada de Pius IX a Florència l'agost de 1857. L'autògraf és tant a Florència com a Fano.
- Himne dels Apòstols «Exultet orbis gaudiis», 1858;
- Laudate pueri, per a tenor, cor i orquestra, 1858;
- Cum Sancto Spirito, 1859;
- Missa funerària pels morts de la batalla de Curtatone i Montanara, celebrada a la basílica de Santa Croce de Florència el 29 de maig de 1859;
- Missa per a cor i orquestra, 1862;
- Missa núm. 4 de 1862, incompleta (es compon una Gloria, un Laudamus, un Creed, Sanctus, Agnus Dei i un altre Agnus Dei);
- Missa núm. 5, 1863;
- El motet «Ave Maria» va ser interpretat pel tenor Pollione Ronzi a Pietrasanta el maig de 1867 en honor a la princesa Margherita de Savoia. Va ser publicat a Milà des de Lucca;
- Himne «Regina Coeli», 1868;
- Magnificat. L'autògraf a Fano anota «Pietrasanta 24 de maig de 1868»;
- Salm Sub tuum praesidium, per a cor mixt i orquestra. L'autògraf marca «Pietrasanta 24 de maig de 1868». Potser és un element de la composició del qual també formava part l'anterior Magnificat;
- A Gloria Dei patris amen, cànon a 4 veus, 1869: és la Glòria que Mabellini va escriure per a Florimo a Nàpols[5][12][13][42][43][44]
- Lux aeterna. És la peça composta per Mabellini per a la missa dedicada a Rossini dissenyada per Verdi i que va quedar inacabada. L'autògraf a Fano està datat el 1869.
- Agnus dei, 1872;
- Motet «Venite populi», «per la festa de l'Exaltació de la Creu», 1872;
- Quoniam per a doble cor i orquestra, 1872;
- Qui Tollis i Qui Sedes, «executats a Lucca el 14 de juliol de 1872»;
- Domine ad adjuvandum, per a dos cors mixtes, orquestra i banda per a la festa de Santa Croce celebrada a Lucca l'any 1873;
- Magnificat anima mea Dominum, escrit per a la festa de Santa Cecília celebrada a Lucca els dies 13 i 14 de setembre de 1873;
- Domine Jesu Christe, per a soprano, cor i orquestra, 1879 ("que s'interpretarà en lloc de l'Ofertori que hi ha a la partitura impresa de la Missa de Rèquiem [1851] de T Mabellini amb motiu del Concert");
- Sanctus, per a mezzosoprano i orquestra («que s'interpretarà amb motiu del Concerto al Sanctus i Benedictus de la Messa da Requiem de Mabellini»). Datada «febrer de 1880»;
- Missa dedicada al Conservatori de San Pietro a Majella l'any 1880,[41]
- Missa solemne, 1882;
- Missa de Glòria pel Duc de San Clemente, feta a la Basílica de San Lorenzo el 10 d'octubre de 1882;

## Composicions sense data (ordre alfabètic)
- Aferentur regi, ofertori per Santa Cecília;
- Ave Maris Stella, a Fano hi ha 4 versions d'aquesta composició;
- Miserere per la Setmana Santa, compost juntament amb un Benedictus Christus, els autògrafs d'ambdós es conserven al Conservatori de Florència;
- Chirie [sic] per a cor mixt;
- Dixit I per a cor, soprano, tenor, baix i orquestra;
- Dixit II a 4 veus, cor i orquestra, per la festa de Santa Croce celebrada a Lucca (1873?);
- Exultet a 3 veus i orquestra;
- Gaudeamus a 4 veus i orquestra;
- Graduale Absolve, per a baix i orquestra;
- Gradual «Audi filia», per a cor, dos tenors, baix i orquestra: a Fano és present en dues versions, una de les quals «per la festa de S. Cecília celebrada a Novoli»;
- Himne de la Vespra de San Filippo Benizzi, incomplet;
- Himne «Iste Confessor», per a tenor, baix, cor mixt i orquestra;
- Himne «Déu la mà provident», dedicat al Gran Duc, avui a Florència;
- Himne «Vexilla Regis», per a tenor, baix, cor mixt i orquestra;
- Introit, en la major;
- Introit «Loquebar de testimonies», per a dos tenors, baix, violoncel, contrabaix i orquestra;
- Introit «Stabat juxta Crucem Iesu», incomplet;
- Iste Confessor, per a 4 veus, cor i orquestra;
- Kyrie per a tres veus, imprès per Lorenzi a Florència (un exemplar es troba al conservatori florentí);
- Marxa per Jesús Mort, per a banda. L'autògraf a Fano indica «a Prato»;
- Missa concertada, per a mezzosoprano, tenor, baríton, baix, cor i orquestra;
- Missa núm. 1 per a cor i orquestra;
- Missa núm. 2 per a cor i orquestra;
- Motet «Exultate gentes», per a baix o soprano, cor mixt i orquestra;
- Motet «O gloriosa Virginum», conservat a Florència;
- Motet «Stabat Mater dolorosa», per a baix, cor i orquestra (a Fano també hi ha una versió per a baix, trombó, contrabaix i orgue);
- Motet «Vos omnes, o Pater hominum» per a baríton, cor i orquestra;
- Lema «Omnes gentes plaudite minibus» per a la «Festa di Santa Croce»;
- O gloriosa Virginum, per a 4 veus i orquestra;
- O Salutaris, per a tenor, baix i orgue;
- Salm III «Laetatus sum», per a mezzosoprano, tenor i orquestra;
- Salm IV «Nisi Dominus», per al mateix conjunt;
- Salmo V «Lauda Jerusalem», per al mateix conjunt;
- Sanctus, per a dos tenors, baix, violoncel, contrabaix i orgue. Incomplet;
- Tantum ergo, per a baix i petita orquestra;
- Te Deum, per a 4 veus i orquestra, dedicat a Girolamo De Rossi. Autògraf a Fano. Va ser imprès pel Milanès Lucca en una edició sense data;
- Vexilla Regis per a quatre veus, cor i orquestra.

## Discografia
No hi ha enregistraments de cap de les òperes de Mabellini. Les parts compostes per a la missa inacabada per a Rossini encarregada per Verdi van ser enregistrades dues vegades: el 1989 per Helmuth Rilling i l'orquestra de Stuttgart de la Südwestrundfunk (Radio-Sinfonieorchester Stuttgart des Südwestrundfunk) per al segell Hänssler Classic, amb les solistes Gabriela Beňačková, James Wagner, Aage Haugland i Alexandru Agache (l'enregistrament es pot escoltar en línia); i el 2017 de Riccardo Chailly amb l'Orquestra del Teatro alla Scala i els solistes Maria José Siri, Riccardo Zanellato, Simone Piazzola, Giorgio Berrugi i Veronica Simeoni, per a Decca. L'any 1980, a l'Auditori de la Discoteca Estatal, la mezzosoprano Sabrina Bizzo, el baríton Walter Vagnozzi i el pianista Loris Gavarini van gravar una sèrie de cançons patriòtiques italianes compostes entre 1847 i la Primera Guerra Mundial, entre les quals La buona andata ' de Mabellini. (composta el 1848 sobre un text de Giuseppe Tigri, publicat per l'editor Guidi de Florència, l'autògraf del qual és a Fano).